# 築地町 (室蘭市)
築地町（つきじちょう）は北海道室蘭市の町。住居表示未実施。郵便番号は051-0031。かつて同名の字が存在した。

## 地理
室蘭市の南西部に位置し、南に海岸町、南西に緑町、西に小橋内町，港南町、北に祝津町と接し、東は室蘭港に面する。

### 海洋
- 室蘭港

## 地域の特徴
室蘭市の都市計画マスタープランでは蘭西地域に属する。
町域の西縁を北海道道699号室蘭港線が通る。埋立地であり、工業地域。

## 歴史
明治終盤から埋め立てが進められた地域である。1907年（明治40年）、楢崎平太郎が楢崎回漕店の中に造船係を設置、1935年（昭和10年）には楢崎造船所となり、1953年（昭和28年）からは鉄鋼船を建造した。1961年（昭和36年）1月、楢崎造船株式会社に改称。2009年（平成21年）1月、函館どつくに吸収合併された。

大正期から昭和初期にかけ臨港地帯として整備され、1956年（昭和31年）本格的な施設建設が始まり、臨港貨物鉄道路線も敷設され、約20本の支線があった。1960年（昭和35年）貨物専用駅の国鉄室蘭本線西室蘭駅設置。1970年（昭和45年）までに西1号埠頭公共埠頭（室蘭開発会社石炭積出用），西2号埠頭（市営上屋），西3号埠頭（市営上屋）が築設され、楢崎埠頭と西1号埠頭間は水中貯木場となった。1985年（昭和60年）公共臨港線廃止に伴い、西室蘭駅廃駅。

### 地名の由来
埋立地であることによる。

### 沿革
- 1922年（大正11年）4月1日 - 字名改正により絵鞆村（大字）の埋立地が築地町となる[6][7]。
- 1922年（大正11年）8月1日 - 市制施行により室蘭区築地町は室蘭市築地町となる[8]。
- 1966年（昭和41年）7月1日 - 築地町新設[9]。

### 町名の変遷
| 実施内容 | 実施年月日               | 実施後       | 実施前                                                            |
| -------- | ------------------------ | ------------ | ----------------------------------------------------------------- |
| 字名改正 | 1922年（大正11年）4月1日 | 築地町（字） | 絵鞆村（大字）の字、 オハシナイ，ポンオハシナイ及び地先（埋立地） |
| 町名新設 | 1966年（昭和41年）7月1日 | 築地町       | 築地町（字）の一部（他不明）                                      |

## 世帯数と人口
2023年（令和5年）12月31日現在（室蘭市発表）の世帯数と人口は以下の通りである。
| 町     | 世帯数 | 人口  |
| ------ | ------ | ----- |
| 築地町 | 79世帯 | 140人 |

### 人口の変遷
国勢調査による人口の推移。
| 1995年（平成7年）  | 75人  | [ 10 ] |  |
| 2000年（平成12年） | 71人  | [ 11 ] |  |
| 2005年（平成17年） | 146人 | [ 12 ] |  |
| 2010年（平成22年） | 165人 | [ 13 ] |  |
| 2015年（平成27年） | 152人 | [ 14 ] |  |
| 2020年（令和2年）  | 144人 | [ 15 ] |  |

### 世帯数の変遷
国勢調査による世帯数の推移。
| 1995年（平成7年）  | 35世帯 | [ 10 ] |  |
| 2000年（平成12年） | 34世帯 | [ 11 ] |  |
| 2005年（平成17年） | 66世帯 | [ 12 ] |  |
| 2010年（平成22年） | 70世帯 | [ 13 ] |  |
| 2015年（平成27年） | 76世帯 | [ 14 ] |  |
| 2020年（令和2年）  | 70世帯 | [ 15 ] |  |

## 学区
市立小・中学校に通う場合、学区は以下の通りとなる。
| 町     | 街区 | 小学校               | 中学校               |
| ------ | ---- | -------------------- | -------------------- |
| 築地町 | 全域 | 室蘭市立みなと小学校 | 室蘭市立室蘭西中学校 |

## 交通

### バス
道道室蘭港線沿いに道南バスが路線バスを運行する。

### 道路
- 北海道道699号室蘭港線